# 卡斯珀·温特·约恩森
卡斯珀·温特·约恩森（丹麥語：Kasper Winther Jørgensen，1985年3月21日—），丹麦男子赛艇运动员。他曾代表丹麦参加2012年和2016年夏季奥林匹克运动会赛艇比赛，获得一枚银牌和一枚铜牌。